# Radkersburgerbanan
|  |  |  |

|  | Straight track |

|  | Station on track |

|  | Unknown BSicon "ABZgl" |

|  | Stop on track |

|  | Stop on track |

|  | Stop on track |

|  | Station on track |

|  | Stop on track |

|  | Stop on track |

|  | Stop on track |

|  | Station on track |

|  | Unknown BSicon "ENDExe" |

|  |  |  |

|  | Straight track |

|  | Station on track |

|  | Unknown BSicon "ABZgl" |

|  | Stop on track |

|  | Stop on track |

|  | Stop on track |

|  | Station on track |

|  | Stop on track |

|  | Stop on track |

|  | Stop on track |

|  | Station on track |

|  | Unknown BSicon "ENDExe" |

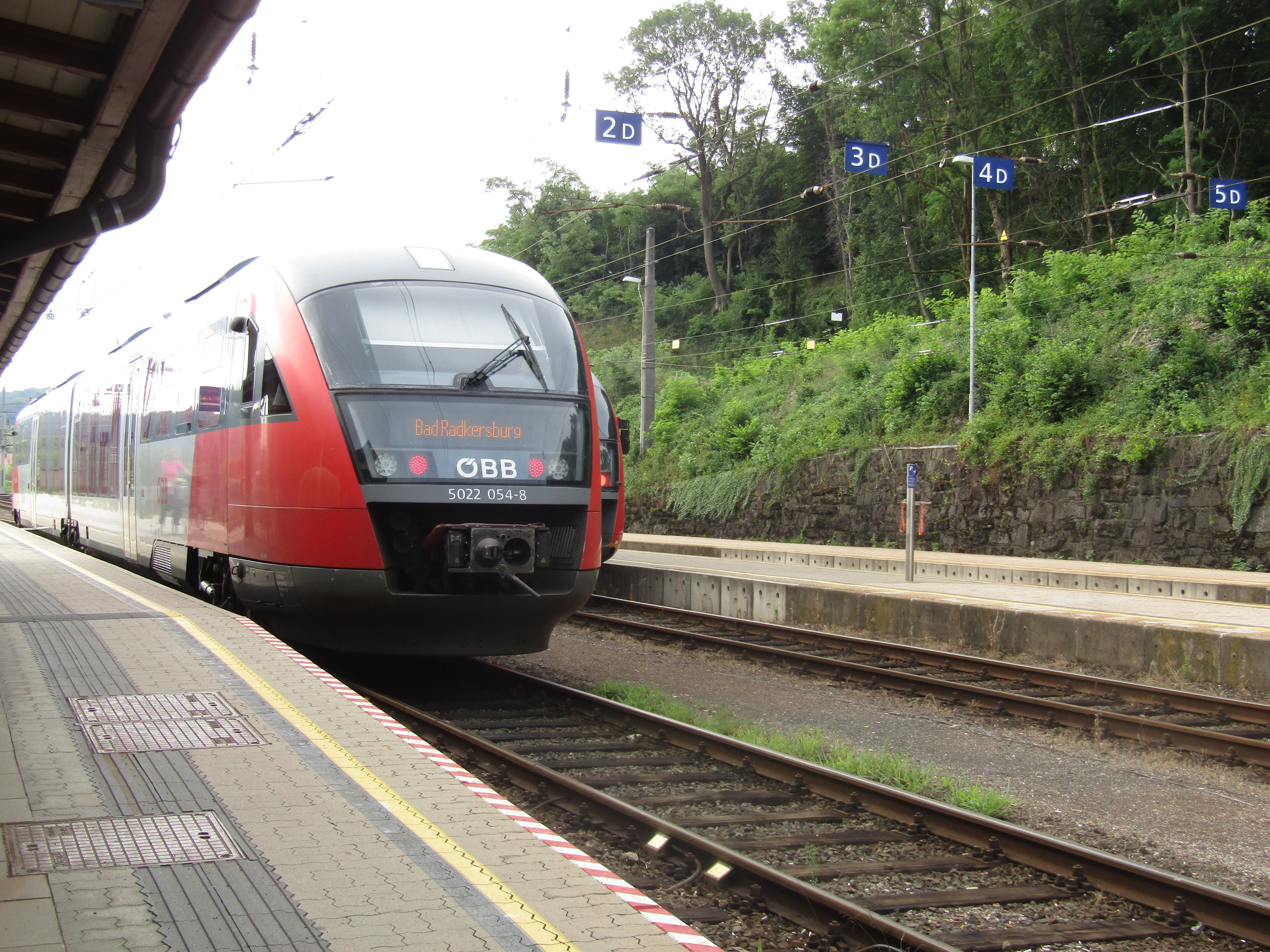
Bad Radkersburg station.

Linjekarta.

Radkersburgerbanan är en 31 kilometer lång enkelspårig järnväg i det österrikiska förbundslandet Steiermark. Den går längs den österrikisk-slovenska gränsen från Spielfeld-Straß där den ansluter till sydbanan till Bad Radkersburg. 
Järnvägen mellan Spielfeld-Straß och Radkersburg byggdes på 1880-talet av k.k. privilegierte Südbahngesellschaft och öppnades 1885. Fem år senare invigdes fortsättningen till Luttenberg (idag Ljutomer i Slovenien). Efter första världskriget delades landet Steiermark och den södra delen tillföll det nybildade kungariket SHS (senare Jugoslavien, idag Slovenien). Bad Radkersburg och dess tvillingsstad Gornja Radgona blev gränsorter på var sin sida av gränsen. Även banan delades. 1945, efter andra världskrigets slut, stängdes järnvägsgränsövergången och spåren mellan gränsstäderna revs något senare.
Banan var enbart av regional betydelse och under längre tid nedläggningshotad. 2006 började man dock med att upprusta banan och 2007 inlemmades den i storregionen Graz pendeltågsnät. 

## Försöksdrift

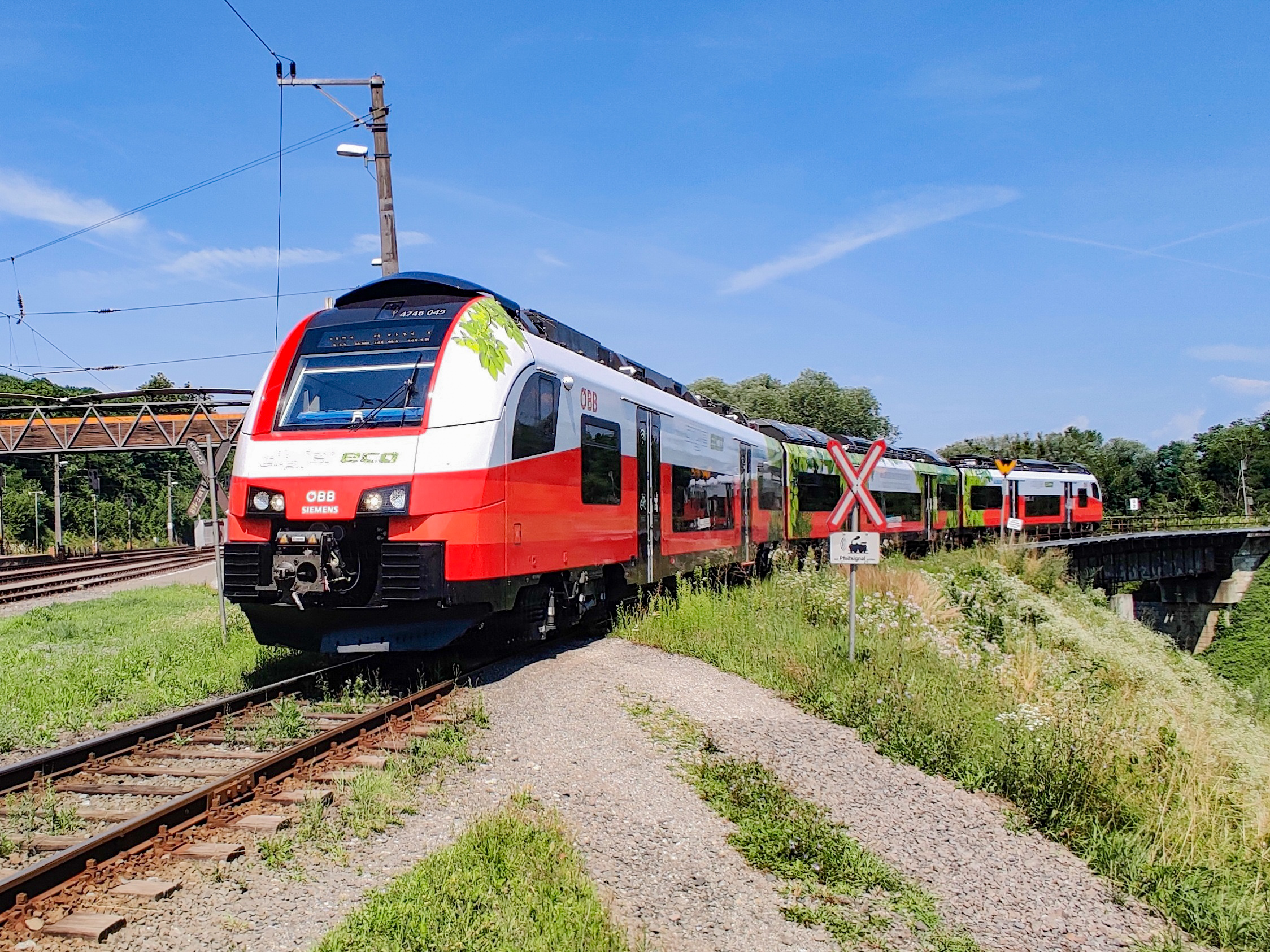
Batteridriven motorvagn på Radkersburgerbanan, 2019.

Hösten 2019 gjordes försök med en batteridriven motorvagn på linjen. Reguljär trafik övervägs, men då behövs två motorvagnar.

## Utbyggnad
En förlängning av järnvägen till Gornja Radgona i Slovenien har beslutats. Eftersom järnvägsbron över floden Mura förstördes under andra världskriget måste en ny bro byggas till en beräknad kostnad på 20 miljoner euro samt 2,7 kilometer spår från Bad Radkersburg.